# Anaheim Storm
Anaheim Storm – zawodowa drużyna lacrosse, która grała w National Lacrosse League w dywizji zachodniej. Drużyna miała swoją siedzibę w Anaheim w Stanach Zjednoczonych. Rozgrywała swoje mecze na Honda Center. Drużyna została założona w 2004 roku. Drużyna zrezygnowała z występów przez niskie zainteresowanie publiczności.

## Osiągnięcia
- Champion’s Cup:-
- Mistrzostwo dywizji:-

## Wyniki
W-P Wygrane-Przegrane, Dom-Mecze w domu W-P, Wyjazd-Mecze na wyjeździe W-P, GZ-Gole zdobyte, GS-Gole stracone
| Sezon | W-P  | Dom  | Wyjazd | GZ  | GS  |
| ----- | ---- | ---- | ------ | --- | --- |
| 2004  | 1-15 | 1-7  | 0-8    | 171 | 227 |
| 2005  | 5-11 | 2-6  | 3-5    | 170 | 197 |
| Razem | 6-26 | 3-13 | 3-13   | 341 | 424 |